# Restless Books
Restless Books é uma editora independente de Nova Iorque, Estados Unidos. Foi fundada em 2013 por Ilan Stavans, Annette Hochstein e Joshua Ellison com foco em literatura latino-americana e judaica, ampliando depois de algum tempo seu escopo para livros de ficção, jornalismo, autobiografia e sobre turismo. A partir de 2017, também passou a ter um selo específico para literatura infantojuvenil.
Em 2018, ganhou, ao lado da brasileira Companhia das Letras, o Prêmio Jabuti (mais tradicional prêmio literário brasileiro) na categoria "Livro Brasileiro Publicado no Exterior" pela tradução de Fim, de Fernanda Torres (esta categoria premia a editora estrangeira que comprou e publicou em primeira edição o livro brasileiro no exterior e também a editora brasileira que vendeu os direitos autorais desse livro).